# Observatori Paranal

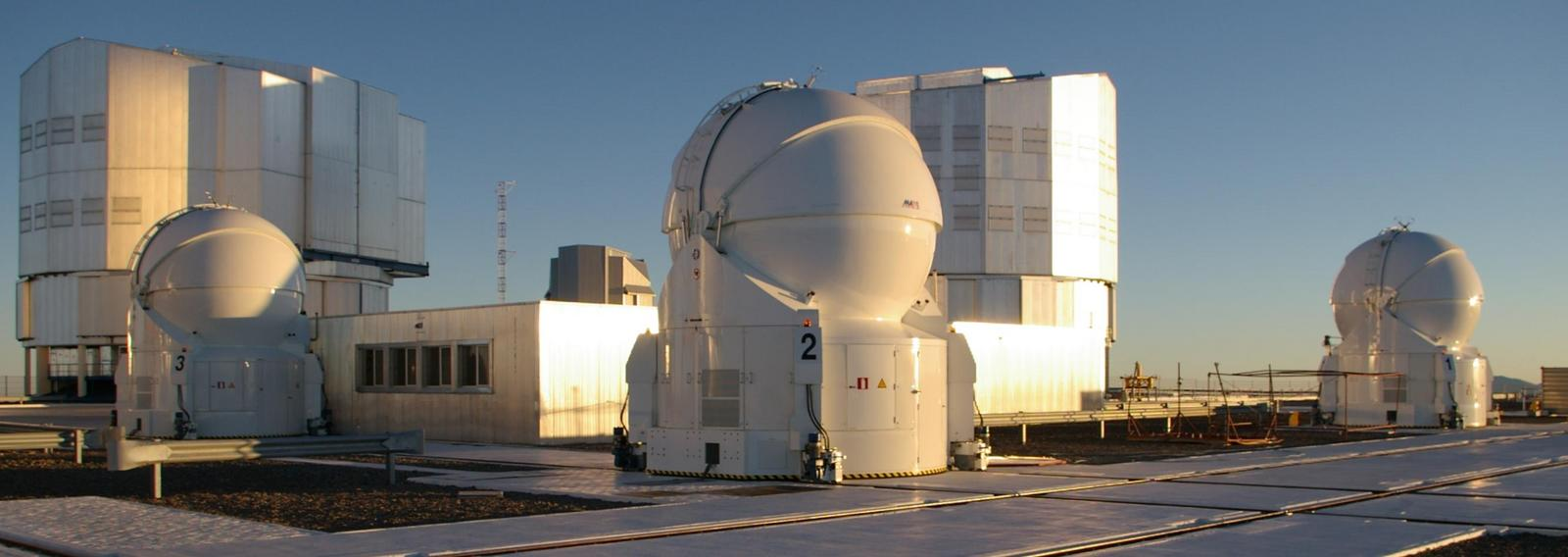
Laboratoris AT i VLTI

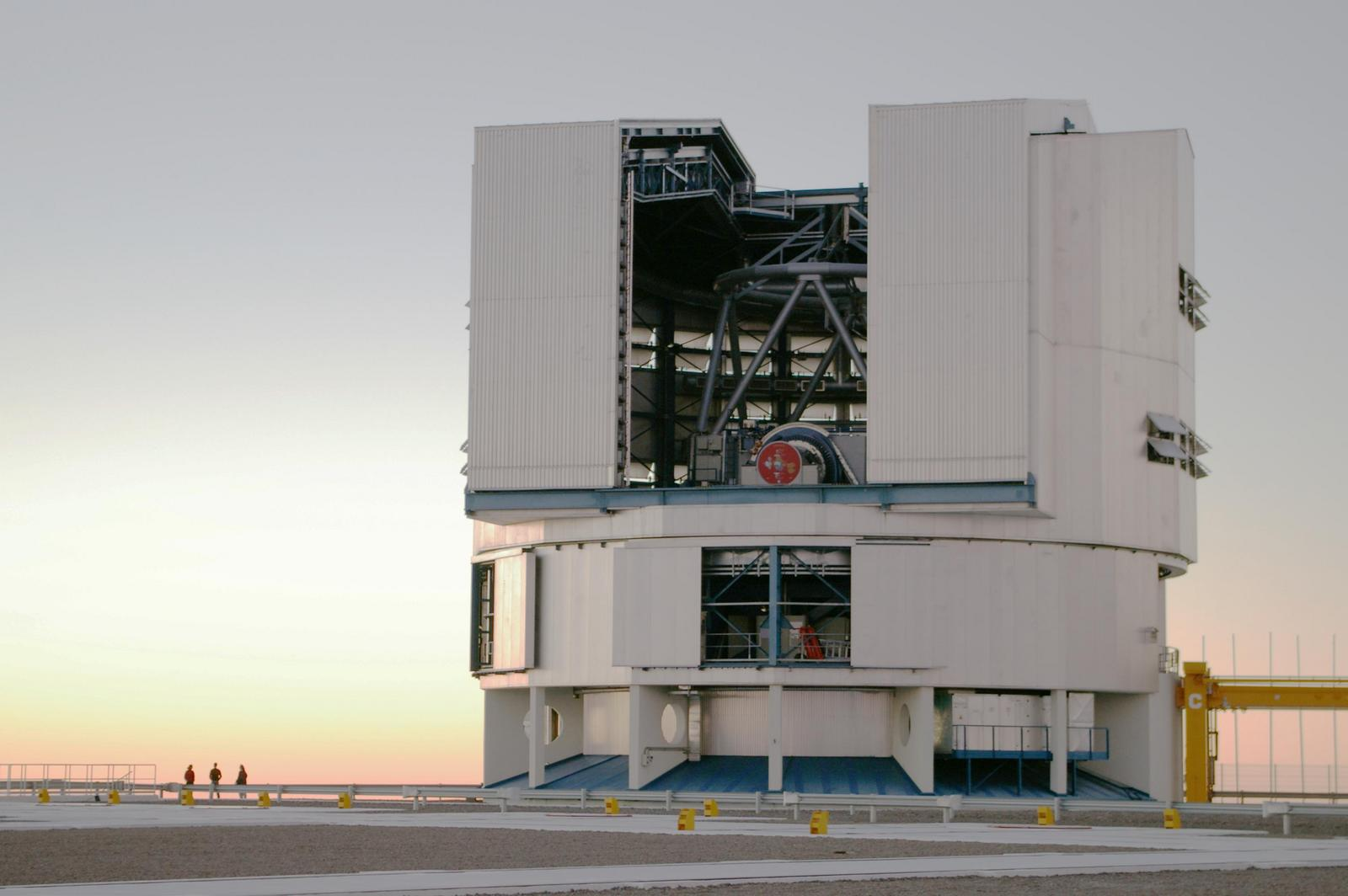
Telescopi UT1 (Antu) obert.

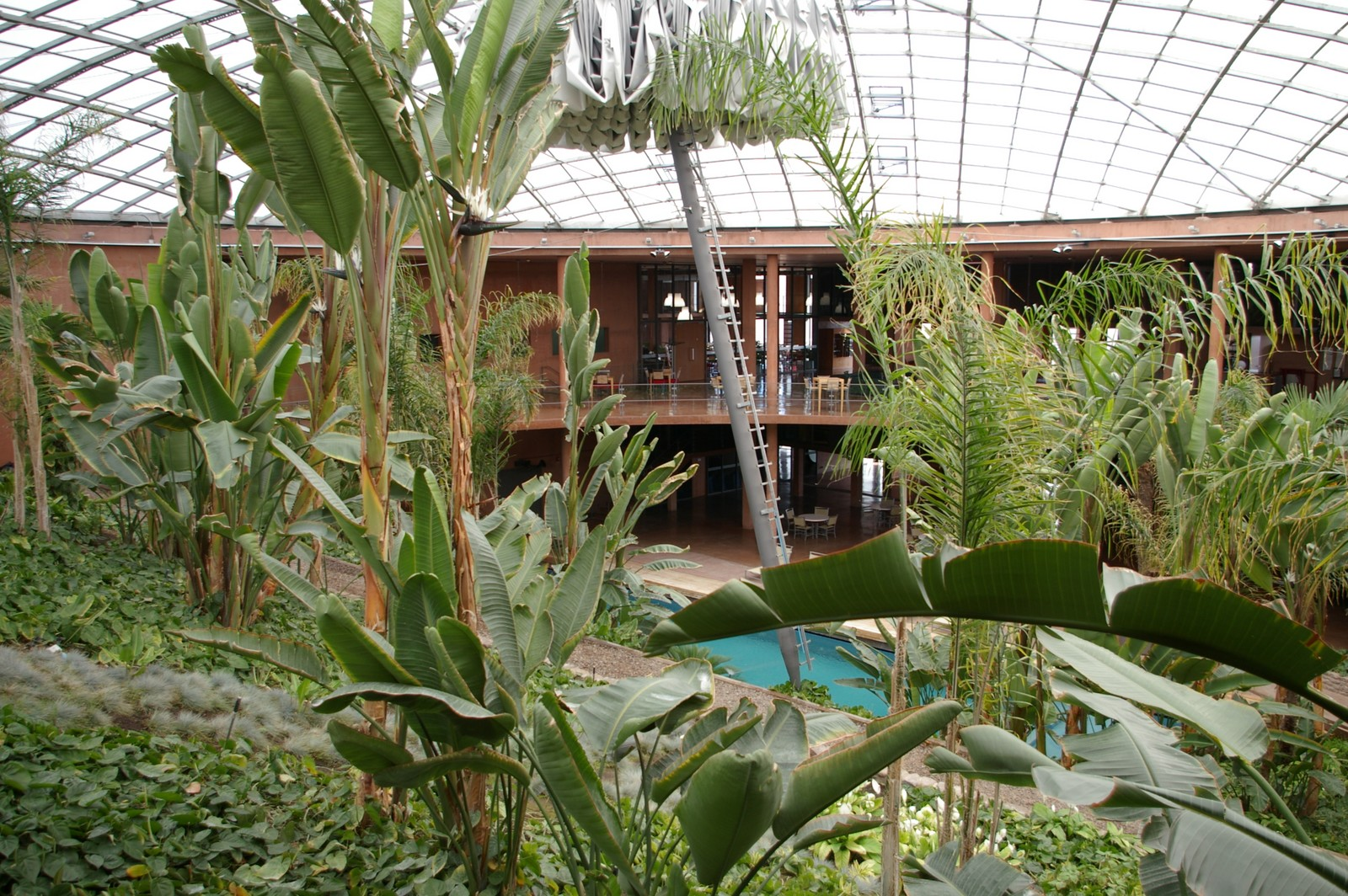
Residència de l'Observatori Paranal.

L'Observatori Paranal és un observatori astronòmic òptic operat pel Observatori Europeu Austral (ESO), situat en la comuna de Taltal, a la Regió d'Antofagasta, Xile.
Es troba sobre el Turó Paranal en el desert d'Atacama, pertanyent a la serralada de la Costa, a 2.635,43 msnm, a 130 km al sud de Antofagasta i a 12 km de la costa.

## Història
El 16 de gener de 1988, el govern de Xile va donar 72500 hectàrees a la Observatori Europeu Austral (ESO), per a la construcció de l'observatori astronòmic, la inversió del qual va rondar els 1.100.000.000 de dòlars.
El 21 de febrer de 1995, la Cort Suprema va dictaminar la detenció dels treballs, resolució que no va tenir efecte, ja que la Cancelleria li va donar immunitat de jurisdicció al projecte.
El 4 de desembre de 1996, va ser inaugurat de manera simbòlica l'observatori pel llavors President Eduardo Frei Ruiz-Tagle i el Rei de Suècia Carlos XVI Gustavo.
El 28 de maig de 1998, l'ESO va lliurar les primeres imatges captades per l'observatori. Aquestes van correspondre a l'estel Eta Carinae i van ser captades pel telescopi Antú.
El primer telescopi a entrar en operació va ser Antú (Sol), al maig de 1998. A l'abril de 2000, es va inaugurar Küyén (Lluna), i en 2001, Yepún (Venus) i Melipal (Creu del Sud), al juny i agost respectivament.
Va ser un lloc de rodatge de la pel·lícula de James Bond "Quantum of Solace" en 2008.

## Composició i disseny
L'Observatori Paranal es compon pel Very Large Telescope (VLT), que posseeix quatre telescopis de 8,2 m. Aquests quatre telescopis principals poden combinar la seva llum per utilitzar un cinquè instrument, el Very Large Telescope Interferometer (VLTI). Aquests telescopis tenen noms presos de la llengua maputxe: Antú (Sol), Kueyén (Lluna), Melipal (Creu del Sud) i Yepún (Venus).
A més posseeix quatre Auxiliary Telescopes (AT) de 1,8 m que poden afegir-se al VLTI en cas que els telescopis principals estiguin sent utilitzats en altres projectes, un VLT Survey Telescope (VST) de 2,5 m i el Visible & Infrared Survey Telescope for Astronomy (VISTA) de 4 m, amb amplis camps de visió per examinar àrees extenses del cel de manera uniforme.

## Altres edificis
A més dels telescopis, els edificis de control i les instal·lacions de manteniment, Paranal té una Residència (AIXÒ hotel), que ofereix allotjament per al personal i els visitants. Aquest es troba 200 m inferior i 3 km dels telescopis. Està construït enmig de la muntanya amb el color per barrejar-se amb el paisatge concret. Compta amb un gimnàs, una piscina, un restaurant i dos jardins. La construcció va ser decorat per l'arquitecta xilena Paula Gutiérrez Erlandsen.

## Personal
Els enginyers, científics i astrònoms són reclutats tant a Xile com en altres països de preferència membres de l'ESO.
Els empleats resideixen en Antofagasta o a Santiago i realitzen torns de treball en Cerro Paranal. Hi ha personal que treballa de dilluns a divendres i descansa els dissabtes i diumenges i uns altres que ho hecen en torns de 8 dies en l'observatori i 6 dies de descans en el seu lloc de residència.